# Stamnodes divitiaria
Stamnodes divitiaria là một loài bướm đêm trong họ Geometridae.